# Рыбачок, Анастасия Андреевна
Анастасия Андреевна Рыбачок (укр. Анастасія Андріївна Рибачок, в девичестве — Четверикова (укр. Четверікова); род. 13 апреля 1998 года, Херсон, Украина) — украинская спортсменка, заслуженный мастер спорта Украины по гребле на байдарке и каноэ. Двукратный серебряный призёр Олимпийских игр (2020, 2024), чемпионка мира 2021 года, чемпионка Европы (2021, 2022).

## Биография
Ранние годы
Анастасия Четверикова начала заниматься греблей в 12 лет. В ДЮСШ её привел брат. До этого занималась танцами и баскетболом. Прежде, чем стать в каноэ, Анастасия попробовала свои силы в гребле на байдарке, даже становилась призёром юношеского чемпионата Украины в этом классе лодок (завоевала бронзу в 2012-м в «байдарке-двойке, 500 м» с Александрой Черниченко). В 2013 году Анастасия Четверикова занялась греблей на каноэ и уже на первых своих соревнованиях в этом классе завоевала медали (бронзовые медали — в каноэ-двойке на дистанциях 200 и 500 м с Валерией Мельник).
Первые международные успехи
Первый значимый международный успех пришел в 2016 году, когда Анастасия заняла 7-е место на чемпионате Европы среди юниоров (в каноэ-одиночке на дистанции 500 м).
Первые международные медали Анастасия Четверикова завоевала, когда стала выступать в двойке с Людмилой Лузан. На молодёжном чемпионате Европы-2018, который проходил в итальянском городе Ауронцо-ди-Кадоре, она завоевала бронзовую медаль в олимпийском виде программы — в двойке на дистанции 500 м.
Олимпийская двойка
Двойка Людмила Лузан/ Анастасия Четверикова была создана главным тренером сборной Украины Юрием Чебаном после серии контрольных заездов с участием ряда украинских каноисток, которые прошли на тренировочном сборе в Горишних Плавнях весной 2018 года. После опробования различных вариантов лучший результат показала именно двойка Людмила Лузан/ Анастасия Четверикова, ставшая в будущем одной из сильнейших в мире.
Так сложилась двойка, которую уже начали готовить на ближайшие национальные старты, а именно на молодёжный чемпионат Украины. Новосозданная двойка победила с большим преимуществом (7 секунд) перед серебряными призёрами и завоевала право выступить на молодёжном чемпионате Европы, где стала третьей. Первый международный опыт экипаж Лузан/ Четверикова получил на чемпионате Европы, где занял 5-е место.
Прорыв
Настоящим прорывом для Анастасии стал 2019 год, когда она завоевала 8 медалей на международных соревнованиях, 3 из которых золотые, и вместе с Людмилой Лузан принесла Украине олимпийскую лицензию (в каноэ-двойке, 500 м).
Залогом такого успеха стал большой объём тренировочной работы в период подготовки. После сезона-2018 Юрий Чебан предложил Анастасии Четвериковой работать под его руководством. На первом сборе, в Южном Одесской области, она тренировалась с мужчинами-каноистами, что сыграло большую роль в прогрессе. В период подготовки Анастасия провела серьёзный объём работы в тренажерном зале, существенно подняв физическую подготовку. Также большое внимание уделялось технической стороне.
Олимпийская лицензия и бронза чемпионата мира
Главным достижением Анастасии Четвериковой в 2019 года стало завоевание олимпийской лицензии. На чемпионате мира в Сегеде она вместе с Людмилой Лузан финишировала 7-й на дистанции 500 м (2.08,76 при встречном ветре 1,75 м/с), что принесло представительницам женского каноэ Украины право выступить на Олимпийских игр 2020 года.
Кроме того, Анастасия завоевала на чемпионате мира бронзовую медаль на дистанции 500 м (единственную награду для сборной Украины на том чемпионате), а на олимпийской дистанции 200 м финишировала 7-й с результатом, проиграв всего 0,16 секунды бронзовому призёру — Алене Ноздревой из Беларуси (50,15 против 49,99)
Олимпийские игры-2020. Спринт
Первые в карьере Олимпийские игры начались для Анастасии Четвериковой соревнованиями в одиночке на дистанции 200 м. В предварительном заезде украинка показала 4-й результат (47,472), что было недостаточно для прямого выхода в полуфинал.
В четвертьфинальном заезде Анастасии главной конкуренткой была чилийка Мария Мальярд, ставшая 4-й на чемпионате мира-2019 (Анастасия — 7-й). Но в борьбу неожиданно вмешалась испанка Аниа Хакоме, ставшая в итоге победительницей заезда. А чилийка с украинкой определили обладательницу второй путевки в полуфинал: 46,122-46,509. У Анастасии на секунду лучше, чем в предыдущем заезде, но недостаточно для выхода в полуфинал (топ-16).
Олимпийские игры-2020. Серебряная медаль

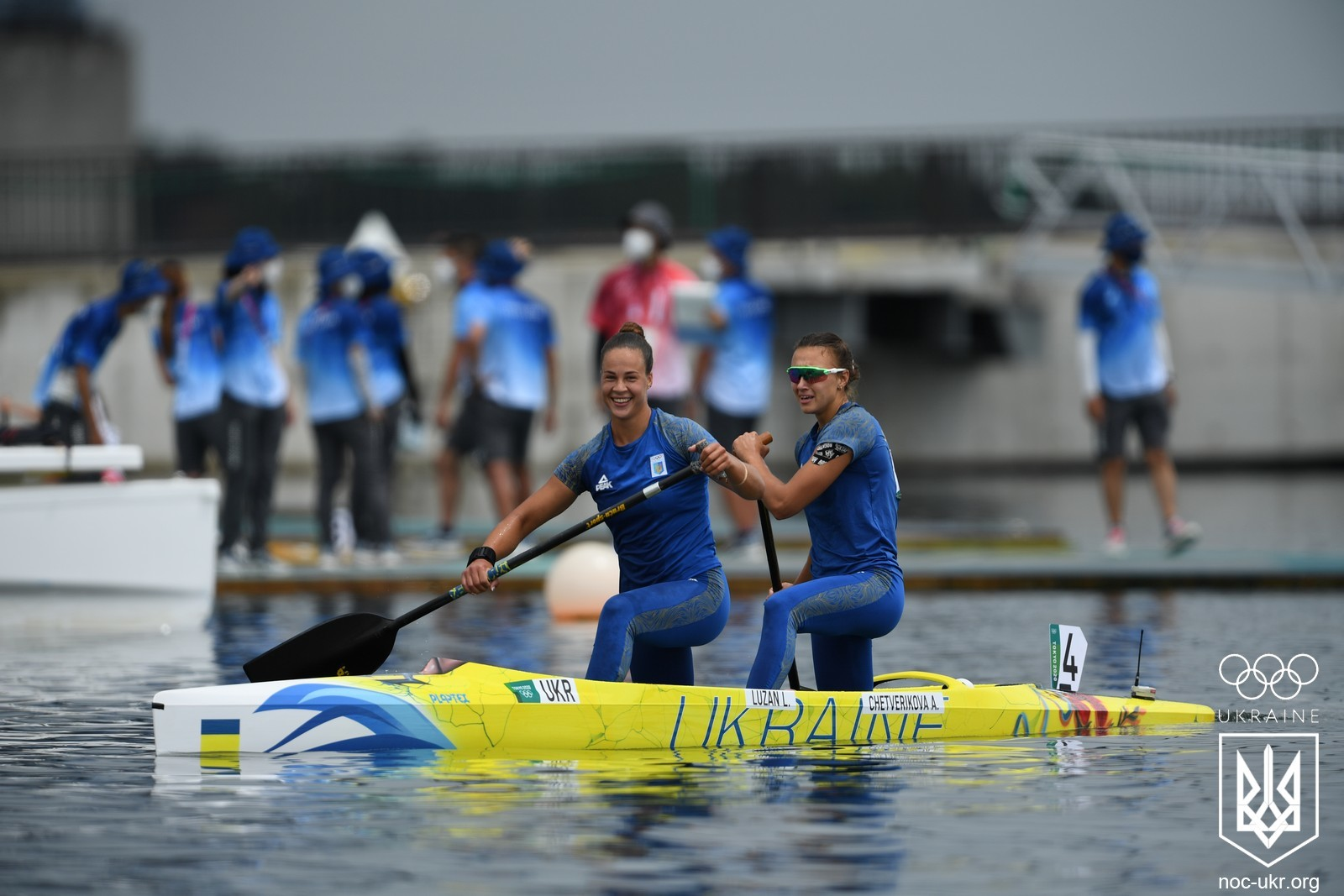
Людмила Лузан и Анастасия Четверикова на Олимпийских играх 2020

После серии побед на крупных международных соревнованиях в 2020-м и 2021-м (были выиграны два из двух этапа Кубка мира и чемпионат Европы в Познани) дуэт Людмила Лузан/ Анастасия Четверикова был в числе основных претендентов на медали Олимпийских игр-2020.
После первой половины предварительного заезда украинки шли на втором месте, уступая более полусекунды венгерскому дуэту Вираж Балла/ Кинчо Такач. Вторую половину они прошли на 1,2 секунды быстрее соперниц и в итоге победили, завоевав прямую путевку в полуфинал — 2.01,156.
В полуфинале украинки добились уверенной победы, опередив на 1,5 секунды 4-х кратных чемпионок мира из Канады Лоренс Венсан-Лапуант/ Кэти Венсан). 2.02,893 — время украинок.
В финале Лузан с Четвериковой стартовали мощно и вместе с китаянками — вышли вперед. Также некоторое время с ним на одном уровне держались немки по второй воде, а вот канадки уже отстали на полкорпуса. На половине дистанции действующие чемпионки мира из Китая оторвались от наших спортсменок на такое же расстояние. Украинки показали лучший старт на Олимпийских играх, несмотря на встречный ветер — 57,14. Китаянки на 0,7 секунды впереди, а канадки на 1,2 позади, причем шли они только пятыми. Лидеры стали понемногу наращивать преимущество, но и украинки добавляли, держа на безопасном расстоянии представительниц страны кленового листа. Уверенный финиш на втором месте. 1.57,499 — историческое время экипажа Людмила Лузан/ Анастасия Четверикова.
Украинки — серебряные призёры Олимпийских игр.
Олимпиада-2020. Токио. 7 августа. Каноэ-двойка. 500 м. Женщины. Финал
1. Китай (Сюй Ши Сяо/Сунь Мэнь Я) — 1.55,495.
2. Украина (Людмила Лузан/ Анастасия Четверикова) — 1.57,499.
3. Канада (Лоренс Венсан-Лапуант/ Кэти Венсан) — 1.59,041
4. Германия (Лиса Ян/ Софи Кох) — 1.59,943.
5. Венгрия (Вираж Балла/Кинчо Такаш) — 2.00,289.
6. Куба (Ярислейдис Сирило Дюбуа/ Кэтрин Нуэво Сегура) — 2.01,623.
7. Молдова (Даниэла Кочиу/ Мария Оларашу) — 2.01,750
8. Россия (Ирина Андреева/ Олеся Ромасенко) — 2.04,875
Олимпийские игры-2024. Серебряная медаль
9 августа 2024 года в дуэте с Людмилой Лузан стала серебряным призёром Олимпийских игр в Париже.

## Достижения
Серебряный призёр Олимпийских игр 2020 года (каноэ-двойка, 500 м, с Людмилой Лузан).
Чемпионка мира 2021 года (каноэ-двойка, 500 м, с Людмилой Лузан).
Чемпионка Европы 2021, 2022 гг. (каноэ-двойка, 500 м, с Людмилой Лузан).
Серебряный призёр чемпионата мира 2022 года (каноэ-двойка, 500 м, с Людмилой Лузан).
Бронзовый призёр чемпионата мира 2019 года (каноэ-одиночка, 500 м).
Бронзовый призёр чемпионата Европы 2021 года (каноэ-двойка, 200 м, с Людмилой Лузан).
Чемпионка Европы среди молодежи 2019 года (каноэ-одиночка, 500 м; каноэ-двойка, 500 м, с Людмилой Лузан).
Серебряный призёр чемпионата Европы среди молодежи 2019 года (каноэ-двойка, 200 м, с Людмилой Лузан).
Бронзовый призёр чемпионата Европы среди молодежи 2018 года (каноэ-двойка, 500 м, с Людмилой Лузан).
Этапы Кубка мира
Победительница (Познань-2019, 2022 — каноэ-одиночка, 500 м; Сегед-2020, Сегед-2021 — каноэ-двойка, 500 м, с Людмилой Лузан).
Серебряный призёр (Сегед-2021 — каноэ-одиночка, 500 м).
Бронзовый призёр (Познань-2019 — каноэ-двойка, 500 м и каноэ-двойка, 200 м, с Людмилой Лузан; каноэ-двойка, 500 м, микст — с Юрием Вандюком; Сегед-2020 — каноэ-двойка, 200 м, микст — с Виталием Вергелесом).

## Награды
- Орден «Орден княгини Ольги» II степени (23 августа 2024) — за достижение высоких спортивных результатов на ХХХІІІ летних Олимпийских играх в городе Париже (Французская Республика), проявленные самоотверженность и волю к победе, утверждение международного авторитета Украины[3].
- Орден «Орден княгини Ольги» III степени (16 августа 2021) — за достижение высоких спортивных результатов на ХХХІІ летних Олимпийских играх в городе Токио (Япония), проявленные самоотверженность и волю к победе[4].